# La Sentiú de Sió
La Sentiu de Sió es un municipio español de la provincia de Lérida, en la comarca de la  Noguera, situado al noreste de la capital comarcal, a orillas del río Sió. Además de la capital municipal, incluye los núcleos de la urbanización Sant Miquel, el Tossal de les Forques y una parte importante de la finca Sant Jordi de Mollé. Hasta mediados del siglo XIX se denominaba Asentiu y Flix.

## Geografía humana

### Demografía
Cuenta con una población de 455 habitantes (INE 2024).
| Gráfica de evolución demográfica de La Sentiu de Sió entre 1842 y 2021 |
| |
| Población de derecho según los censos de población del INE Población de hecho según los censos de población del INEEn estos censos se denominaba Asentin y Filx: 1842 En estos censos se denominaba Asentiú: 1940, 1950, 1960, 1970 y 1981 Entre el censo de 1857 y el anterior, este municipio desaparece porque se integra en el municipio 25047 (Bellcaire de Urgell) Entre el censo de 1930 y el anterior, aparece este municipio porque se segrega del municipio 25047 (Bellcaire de Urgell) |

| 1930 | 1950 | 1970 | 1981 | 1986 |
| ---- | ---- | ---- | ---- | ---- |
| 892  | 771  | 584  | 573  | 549  |

## Historia
Los primeros vestigios de civilización se sitúan en el Tossal de les Forques, lugar de ocupación primitiva de primer orden descubierta por Joan Vidal en el año 1933 -según el Boletín del Centro Excursionista de Balaguer.
La Sentiu de Sió fue la última conquista de Ermengol IV durante la campaña de la Plana de Urgel o Campaña del Mascançà (1076-1080).
Con la posesión del bastión de la guardia o castillo de Asentiú, los condes tenían camino libre hacia Balaguer.
Años más tarde, en 1143, Ermengol cedió su conquista a Pedro y Arnaldo Bernat quienes realmente restauraron el núcleo de población.

## Economía
Agricultura de regadío y ganadería.

## Geografía
El municipio de La Sentiu, de una extensión de 29,47 kilómetros cuadrados, está situado a orillas del río Sió en ambos lados.
El terreno es accidentado debido a la sierra de Bellmunt.

## Entidades de población
| Entidades de población | Habitantes (2009) |
| ---------------------- | ----------------- |
| La Sentiu de Sió       | 427               |
| Sant Jordi de Mollé    | 10                |
| Sant Miquel            | 34                |
| Tossal de les Forques  | 13                |

- Urbanización Sant Miquel

- Tossal de les Forques

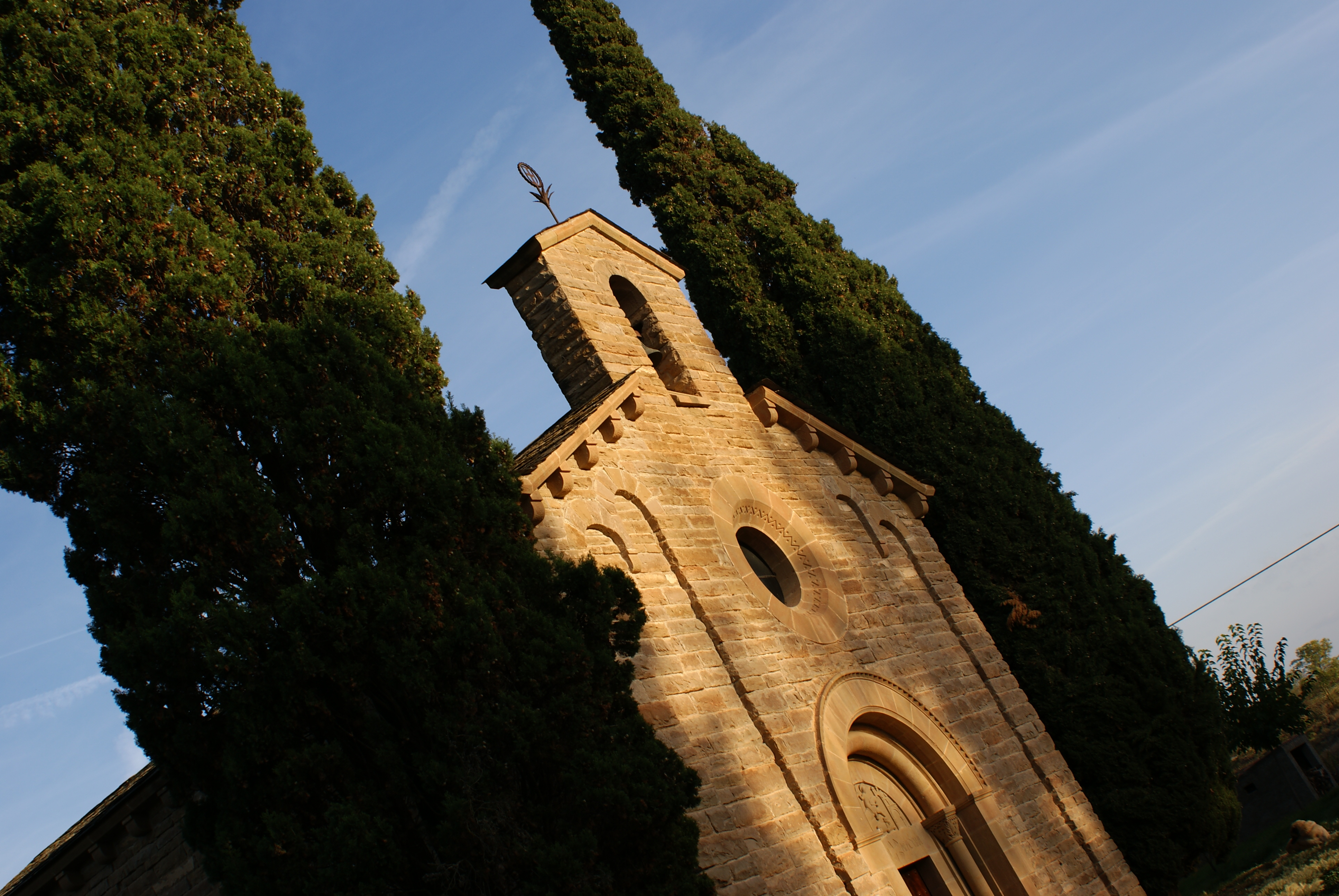
Ermita San Jorge de Mollé

- Sant Jordi de Mollé, llamado también "Mollé", es una finca rústica de aproximadamente 700 hectáreas y que fue comprada por Ignacio Girona  y Vilanova (hijo de Ignacio Girona y Agrafel), nieto de Ignacio Girona y Targa y sobrino de Manuel Girona i Agrafel) y su esposa Ana Jover al marqués de Tamarit. En 1926, Ana Jover mandó construir la ermita en memoria del fallecimiento de su esposo unos años antes. Ermita San Jorge de MolléComo el matrimonio no tuvo hijos, nombró hijo heredero a su sobrino Leandro Jover Laraña, que al ser menor de edad, no pudo ocuparse hasta varios años después. Algunas personas recuerdan la finca por sus viñedos. En noviembre de 2006 fallece Leandro Jover Laraña.